# Frederik I van Baden (1826-1907)

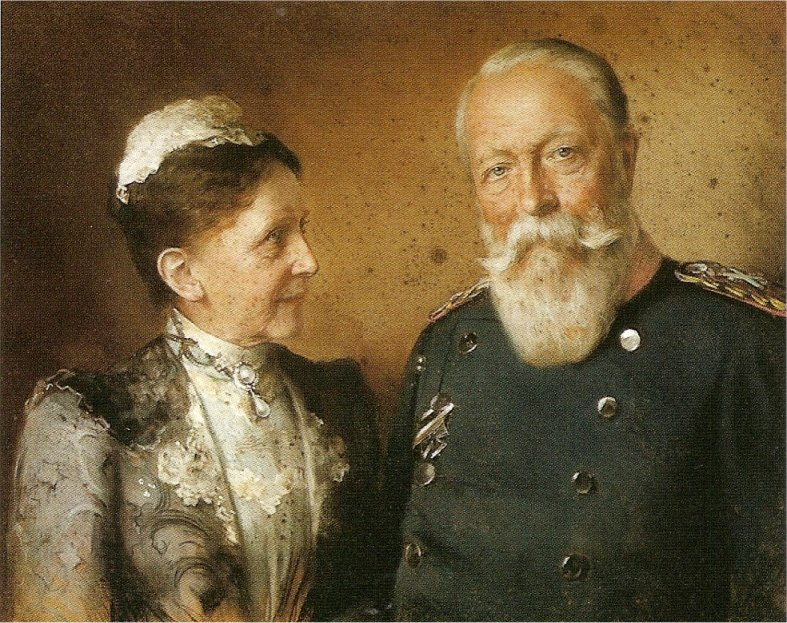
Frederik en Louise in 1902

Frederik I Willem Lodewijk (Karlsruhe, 9 september 1826 — Mainau, 28 september 1907) was van 1852 tot 1856 regent en daarna tot zijn dood groothertog van Baden.
Hij was de tweede zoon van groothertog Leopold en Sofie Wilhelmina van Zweden, dochter van koning Gustaaf IV Adolf van Zweden. Daar zijn oudere broer Lodewijk II ongeneeslijk ziek was, werd Frederik bij de dood van zijn vader in 1852 tot regent aangewezen. Vier jaar later kreeg hij de groothertogstitel. Op 20 september 1856 trad hij in het huwelijk met Louise Marie Elisabeth van Pruisen, dochter van de latere Duitse keizer Wilhelm I.
Frederik was zeer liberaal gezind en verklaarde dat de constitutionele monarchie de beste regeringsvorm was. Onder zijn bewind werden vele belangrijke hervormingen doorgevoerd, waaronder de invoering van het burgerlijk huwelijk. Hij bracht het godsdienstonderwijs op de openbare maar op kerkelijke leest geschoeide scholen onder de hoede van de Kerken, maar verklaarde dat het openbaar onderwijs een zaak van de Staat was. Tot slot voerde hij in 1904 een grondwetsherziening door die het algemene, directe en geheime stemrecht voor de Tweede Kamer mogelijk maakte.
In de Oostenrijks-Pruisische Oorlog van 1866 stond Frederik aan de kant van Oostenrijk. Na afloop van deze moest Baden Pruisen een schadevergoeding betalen en het leger naar Pruisisch model reorganiseren. In 1867 trad hij toe tot de Noord-Duitse Bond en in 1870/1871 zette hij zich, als schoonzoon van Wilhelm I, in voor de totstandkoming van het Duitse Keizerrijk.
Frederik stierf op 28 september 1907 en werd opgevolgd door zijn oudste zoon Frederik II.
Frederik was de stichter van de Orde van Berthold de Eerste en de Orde van Berthold de Eerste van Zähringen.

## Kinderen
Frederik en Louise hadden drie kinderen:
- Frederik II (9 juli 1857)
- Victoria (7 augustus 1862), getrouwd met Gustaaf V van Zweden
- Lodewijk Willem (12 juni 1865 – 23 februari 1888)

## Voorvaderen
| Frederik I van Baden             | Frederik I van Baden                                                                        | Frederik I van Baden                                                                        | Frederik I van Baden                                                                        | Frederik I van Baden                                                                        | Frederik I van Baden                                                             | Frederik I van Baden                                                             | Frederik I van Baden                                                           | Frederik I van Baden                                                           |
| -------------------------------- | ------------------------------------------------------------------------------------------- | ------------------------------------------------------------------------------------------- | ------------------------------------------------------------------------------------------- | ------------------------------------------------------------------------------------------- | -------------------------------------------------------------------------------- | -------------------------------------------------------------------------------- | ------------------------------------------------------------------------------ | ------------------------------------------------------------------------------ |
| Overgrootouders                  | Frederik van Baden-Durlach (1703–1732) ∞ Amalie van Nassau-Dietz (1710-1777)                | Frederik van Baden-Durlach (1703–1732) ∞ Amalie van Nassau-Dietz (1710-1777)                | Ludwig Heinrich Philipp Geyer von Geyersberg (–) ∞ Maximiliana Christina von Sponeck (–)    | Ludwig Heinrich Philipp Geyer von Geyersberg (–) ∞ Maximiliana Christina von Sponeck (–)    | Gustaaf III van Zweden (1746–1792) ∞ Sophia Magdalena van Denemarken (1746–1813) | Gustaaf III van Zweden (1746–1792) ∞ Sophia Magdalena van Denemarken (1746–1813) | Karel Lodewijk van Baden (1755–1801) ∞ Amalia van Hessen-Darmstadt (1754–1832) | Karel Lodewijk van Baden (1755–1801) ∞ Amalia van Hessen-Darmstadt (1754–1832) |
| Grootouders                      | Karel Frederik van Baden (1728–1811) ∞ 1769 Luise Karoline Geyer von Geyersberg (1768-1820) | Karel Frederik van Baden (1728–1811) ∞ 1769 Luise Karoline Geyer von Geyersberg (1768-1820) | Karel Frederik van Baden (1728–1811) ∞ 1769 Luise Karoline Geyer von Geyersberg (1768-1820) | Karel Frederik van Baden (1728–1811) ∞ 1769 Luise Karoline Geyer von Geyersberg (1768-1820) | Gustaaf IV Adolf van Zweden (1778–1837) ∞ 1768 Frederika van Baden (1781–1826)   | Gustaaf IV Adolf van Zweden (1778–1837) ∞ 1768 Frederika van Baden (1781–1826)   | Gustaaf IV Adolf van Zweden (1778–1837) ∞ 1768 Frederika van Baden (1781–1826) | Gustaaf IV Adolf van Zweden (1778–1837) ∞ 1768 Frederika van Baden (1781–1826) |
| Ouders                           | Leopold van Baden (1790–1852) ∞ Sofie van Zweden (1801-1856)                                | Leopold van Baden (1790–1852) ∞ Sofie van Zweden (1801-1856)                                | Leopold van Baden (1790–1852) ∞ Sofie van Zweden (1801-1856)                                | Leopold van Baden (1790–1852) ∞ Sofie van Zweden (1801-1856)                                | Leopold van Baden (1790–1852) ∞ Sofie van Zweden (1801-1856)                     | Leopold van Baden (1790–1852) ∞ Sofie van Zweden (1801-1856)                     | Leopold van Baden (1790–1852) ∞ Sofie van Zweden (1801-1856)                   | Leopold van Baden (1790–1852) ∞ Sofie van Zweden (1801-1856)                   |
| Frederik I van Baden (1826-1907) |                                                                                             |                                                                                             |                                                                                             |                                                                                             |                                                                                  |                                                                                  |                                                                                |                                                                                |